# Tempestarii

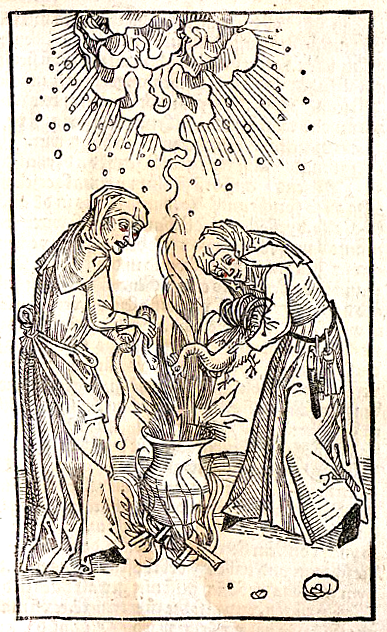
Streghe intente a preparare una tempesta (xilografia tedesca del 1489)

Nella tradizione medievale, i tempestarii erano maghi che possedevano la capacità di scatenare o prevenire tempeste a piacimento. Per questo motivo, chiunque fosse reputato un produttore di agenti atmosferici era oggetto di rispetto, paura e odio nelle zone rurali.

## Storia
Nel 815 o 816 fu scritta l'opera più famosa su i tempestarii intitolata Contra insulsam vulgi opinionem de grandine et tonitruis («Sulla folle credenza popolare circa la grandine e il tuono») dell'arcivescovo Agobardo di Lione, che fece riferimento a una credenza diffusa tra i suoi fedeli: la convinzione che i tempestarii fossero in combutta con una mitica razza di abitanti delle nuvole, che provenivano da una terra chiamata Magonia.
Burcardo di Worms, nel De arte magica scrisse:
(Burcardo di Worms, De arte magica)
Un sermone di san Bernardino da Siena mostra che la credenza nei tempestarii ed in una terra di nubi chiamata Magonia era ancora molto viva nell'Italia del XV secolo.